# Manuel Núñez Gutiérrez
Manuel Núñez Gutiérrez (Reinosa, 3 de octubre de 1950) es un ingeniero agrónomo y economista español. Ha sido director del Instituto Nacional de Investigación y Tecnología Agraria y Alimentaria  de junio de 2010 a mayo de 2012.
Doctor Ingeniero Agrónomo por la Universidad Politécnica de Madrid y Licenciado en Ciencias Económicas y Empresariales por la Universidad Complutense de Madrid.
Ha desempeñado puestos de docencia, como Profesor Titular Numerario de la Universidad Politécnica de Madrid, y de investigación, como Profesor de Investigación en el Instituto Nacional de Investigación y Tecnología Agraria y Alimentaria (INIA). Como investigador ha coordinado proyectos de la Unión Europea y del Plan Nacional de I+D+i, fundamentalmente en el ámbito de la Seguridad y Calidad Alimentaria. Es autor de más de 250 artículos científicos sobre diversos temas de microbiología, bioquímica y biotecnología de alimentos, y de 3 patentes. Ha dirigido 20 tesis doctorales.
Ha desempeñado los cargos de director del Departamento de Tecnología de Alimentos del INIA, director científico del Centro para la Calidad de los Alimentos del INIA y subdirector general de Investigación y Tecnología del INIA.